# وزارة العدل (المغرب)
وزارة العدل السلطة الحكومية المكلفة بالعدل في المغرب، تعمل على الإشراف على الإدارة القضائية بالمحاكم بما لا يتنافى واستقلال السلطة القضائية كما تقوم بالتدبير المالي والإداري للمحاكم وإعداد وتقديم مشاريع القوانين المرتبطة بقطاع العدالة ومجال اشتغال القضاة، توظيف الموارد البشرية من قضاة وموظفين، لتمكين المحاكم من القيام بعملها، كما تتولى الوزارة الإشراف على المهن القضائية (المحامون، المفوضون القضائيون، الخبراء، التراجمة، العدول، الموثقون)، 

## التنظيم الهيكلي[2]
تنقسم وزارة العدل، مثل الوزارات المغربية الأخرى، إلى إدارة مركزية تقع في الرباط وإدارة إقليمية موجودة في جميع أنحاء التراب الوطني.
تحت سلطة وزير العدل:
- المفتشية العامة
- الإدارة المركزية
- قسم التدقيق ومراقبة التدبير الداخلي
- قسم تتبع وتحليل الشكايات
- المعهد العالي للقضاء

## الإدارة المركزية

### الكتابة العامة

#### مديرية الشؤون المدنية وتتكون من;
- قسم الشؤون القضائية

1. مصلحة القضايا المدنية
2. مصلحة القضايا التجارية والسجل التجاري
3. مصلحة القضايا الإدارية
4. مصلحة التنفيذ
5. مصلحة قضاء القرب

- قسم الجنسية والحالة المدنية

1. مصلحة الجنسية
2. مصلحة الحالة المدنية

- قسم قضاء الأسرة والقاصرين وفاقدي الأهلية

1. مصلحة قضايا الأسرة
2. مصلحة القاصرين وفاقدي الأهلية

- قسم مساعدي القضاء والمهن القانونية والقضائية

1. مصلحة مهنة المحاماة
2. مصلحة مهنة التوثيق
3. مصلحة مهنة العدول والنساخة والمصادقة على الرسوم
4. مصلحة المهن الحرة القانونية والقضائية الأخرى

مصلحة التعاون القضائي المتبادل في المادة المدنية
مصلحة الإعلاميات والإحصائيات والتتبع والتقييم
مصلحة معالجة الشكايات

### مديرية الشؤون الجنائية والعفو
- قسم القضاء الجنائي

1. مصلحة مراقبة الدعوى العمومية
2. مصلحة حماية الحريات العامة والأمن العام

- قسم القضايا الجنائية الخاصة

1. مصلحة الجرائم الاقتصادية والمالية
2. مصلحة قضايا الإرهاب والجريمة المنظمة
3. مصلحة قضايا المخدرات والمؤثرات العقلية
4. مصلحة قضايا المرأة والطفل
5. مصلحة قضايا السجناء وحقوق الإنسان
6. مصلحة الدراسات وأبحاث السياسة الجنائية

- قسم العفو والإفراج المقيد

1. مصلحة العفو
2. مصلحة الإفراج المقيد

- قسم تنفيذ التدابير القضائية في المادة الزجرية

1. مصلحة تسليم المجرمين والشكايات الرسمية
2. مصلحة الإنابات القضائية الزجرية
3. مصلحة تنفيذ المقررات القضائية
4. مصلحة السجل العدلي الوطني

- مصلحة الإعلاميات والإحصائيات والتتبع والتقييم
- مصلحة التعاون والتواصل

### مديرية الموارد البشرية
- قسم القضاة

1. مصلحة تدبير الوضعية الإدارية للقضاة
2. مصلحة المبارايات والتوظيف
3. مصلحة حركية القضاة

- قسم الموظفين

1. مصلحة كتاب الضبط والمحررين القضائيين
2. مصلحة المنتدبين القضائيين والأطر التقنية
3. مصلحة التوظيف والترقيات والامتحانات المهنية
4. مصلحة التدبير التوقعي لأعداد الموظفين والكفاءات
5. مصلحة نهاية الحياة الإدارية

- قسم المراقبة والتأديب

1. مصلحة المراقبة وتقييم النشاط المهني
2. مصلحة الحوار القطاعي
3. مصلحة التأديب
4. مصلحة تتبع سير الشكايات

- قسم التكوين والتتبع والتقييم

1. مصلحة إعداد الاحتياجات التكوينية والتداريب
2. مصلحة تتبع وتقييم البرامج التكوينية

- مصلحة الإعلاميات والإحصائيات والتتبع والتقييم والتوقع
- مصلحة المنازعات
- مصلحة مراقبة التدبير

### مديرية التشريع
- قسم الدراسات التشريعية

1. مصلحة القانون الخاص
2. مصلحة القانون العام
3. مصلحة الاتفاقيات والمعاهدات

- قسم تتبع وتحيين النصوص القانونية

1. مصلحة تحيين وتجميع النصوص القانونية
2. مصلحة التعميم والتوزيع

- مصلحة الإعلاميات

### مديرية الميزانية والمراقبة
- قسم تدبير الميزانية والمحاسبة:

1. مصلحة الميزانية والبرمجة
2. مصلحة الأوامر بالأداء
3. مصلحة تدبير الحساب المرصد لأمور خصوصية
4. مصلحة التدبير المالي اللاممركز
5. مصلحة المحاسبة وتصفية مصاريف مساعدي القضاء والاسترجاعات

- قسم المراقبة:

1. مصلحة مراقبة حسابات صناديق المحاكم
2. مصلحة مراقبة المحجوزات وأدوات الاقتناع
3. مصلحة مراقبة المصاريف القضائية والتبليغ والتنفيذ الزجري

- قسم التحصيل:

1. مصلحة تتبع ومركزة وتوثيق حسابات المحاكم
2. مصلحة تتبع تحصيل الغرامات وموارد السجل التجاري
3. مصلحة تتبع مداخيل صندوق التكافل العائلي

- قسم التوقع والتتبع والتقييم:

1. مصلحة التوقع وتتبع وتقييم تنفيذ الميزانية
2. مصلحة التوقع وتتبع وتقييم الموارد والمتبقى من أجل التحصيل
3. مصلحة مراقبة التدبير

- مصلحة الإعلاميات والإحصائيات

### مديرية التجهيز وتدبير الممتلكات
- قسم البنايات وتدبير الرصيد العقاري

1. مصلحة اقتناء الممتلكات وتسييرها
2. مصلحة الصيانة والتعهد
3. مصلحة الدراسات المترتبطة بالبنايات
4. مصلحة تتبع إنجاز الأوراش

- قسم التجهيزات والمعدات

1. مصلحة مستودعات الحفظ
2. مصلحة اللوجستيك والصيانة
3. مصلحة التجهيز والمعدات

- قسم البرمجة والصفقات

1. مصلحة البرمجة والتنسيق
2. مصلحة الصفقات
3. مصلحة مراقبة التدبير

- قسم تتبع وتحليل الشكايات

1. مصلحة الاستقبال
2. مصلحة التتبع
3. مصلحة التحليل

عدد موظفي
يبلغ عدد موظفي وزارة العدل حاليا 16000 موظف.

## إتفاقيات مع أنظمة قضائية أخرى
في يونيو 2006، وقع المغرب والأرجنتين اتفاقية تعاون ثنائية في مجال القضاء.

## قائمة الوزراء[3]
- عبد الكريم بن جلون التويمي (من 7 دجنبر 1955 إلى 25 أكتوبر 1956) - (من 26 أكتوبر 1956 إلى 16 أبريل 1958) - (من 12 ماي 1958 إلى 3 دجنبر 1958).
- امحمد باحنيني (من 24 دجنبر 1958 إلى 21 ماي 1960).
- عبد الخالق الطريس (من 27 ماي 1960 إلى 16 ماي 1961).
- محمد بوستة (من 2 يونيو 1961 إلى 5 يناير 1963).
- عبد القادر بن جلون (من 13 نونبر 1963 إلى 8 نونبر 1965).
- عبد الهادي بوطالب (من 8 يونيو 1965 إلى 11 نونبر 1967)
- علي بنجلون (من 6 يوليوز 1967 إلى 18 يناير 1968)
- إدريس السلاوي (من 18 يناير 1968 إلى 7 فبراير 1969)
- عبد الحفيظ بوطالب (من 7 فبراير 1969 إلى 7 شتنبر 1970)
- امحمد باحنيني (من 7 شتنبر 1970 إلى 20 نوفمبر 1972)
- البشير بلعباس التعارجي (من 1973 إلى 25 أبريل 1974)
- عباس القيسي (من 25 أبريل 1974 إلى 10 أكتوبر 1977)[4]
- محمد المعطي بوعبيد (من 10 أكتوبر 1977 إلى 5 أكتوبر 1981)
- مولاي مصطفى بلعربي العلوي (من 5 نوفمبر 1981 إلى نوفمبر 1993)
- محمد الإدريسي العلمي المشيشي (من نوفمبر 1993 إلى يناير 1995)
- عبد الرحمن أمالو (من 26 فبراير 1995 إلى 13 أغسطس 1997)
- عمر عزيمان (من 13 غشت 1997 إلى 7 نوفمبر 2002)
- محمد بوزوبع (من 7 نوفمبر 2002 إلى 19 سبتمبر 2007)
- عبد الواحد الراضي (من 15 أكتوبر 2007 إلى 4 يناير 2010)
- محمد الطيب الناصري (من 4 يناير 2010 إلى 3 يناير 2012)
- مصطفى الرميد (من 3 يناير 2012 إلى 5 أبريل 2017)[5]
- محمد أوجار (من 5 أبريل 2017 إلى أكتوبر 2019)
- محمد بن عبد القادر (من أكتوبر 2019 - 2020)
- عبد اللطيف وهبي (من مارس 2020 - الان)